# Große Teufelsmühle

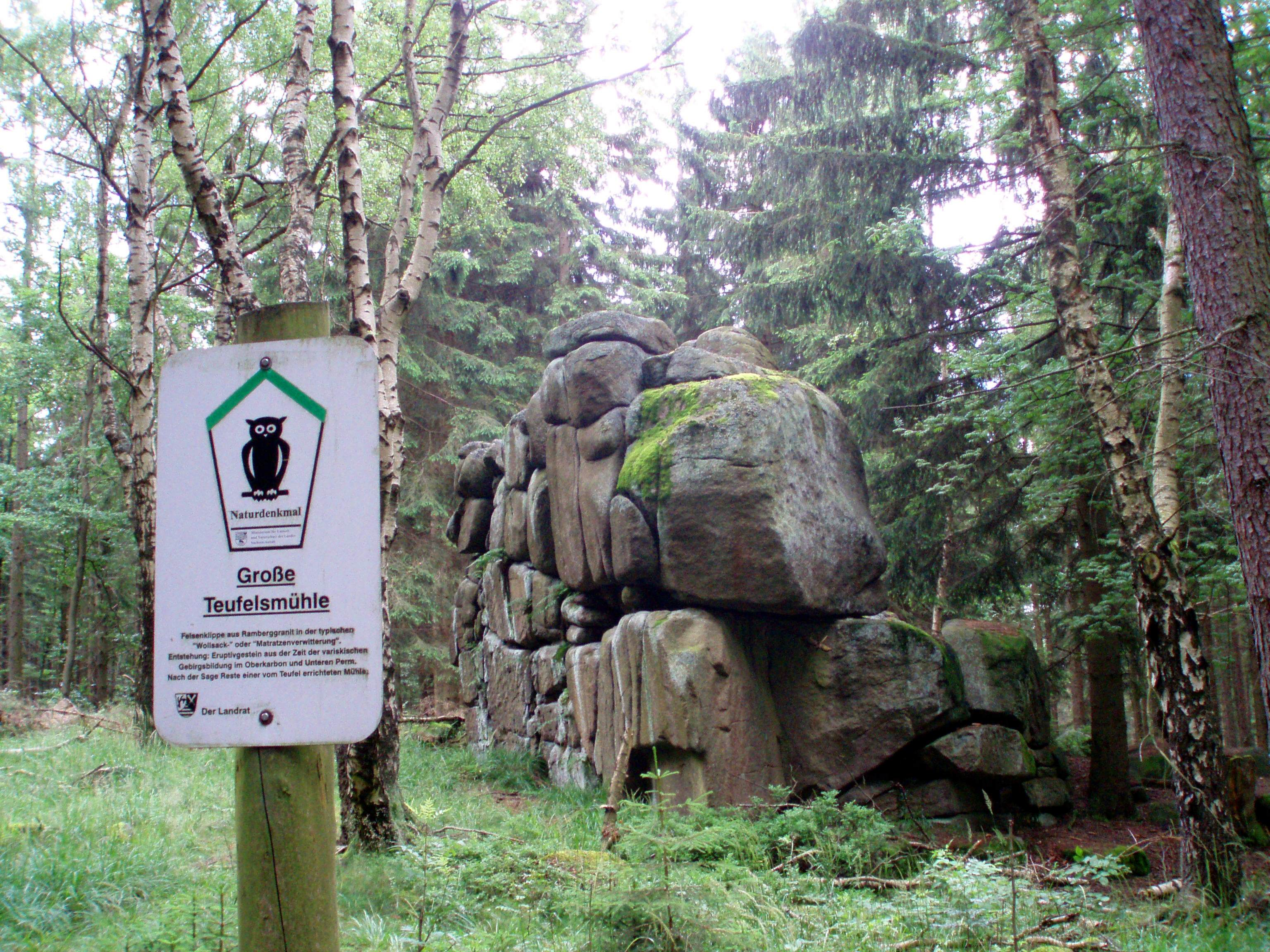
Große Teufelsmühle

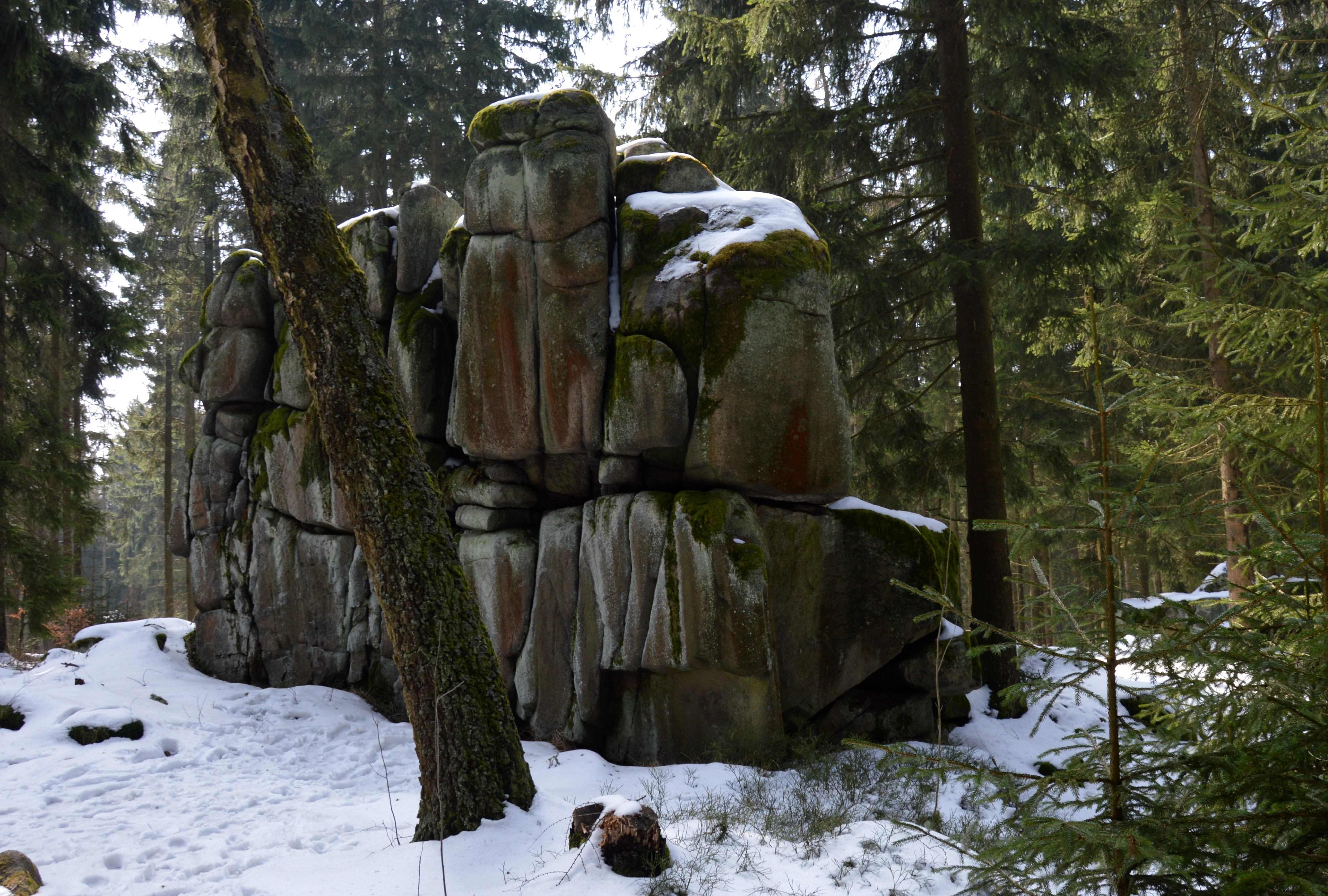
2018

Die Große Teufelsmühle im Harz ist eine Granit-Felsgruppe auf der Südwestflanke der Viktorshöhe bei Friedrichsbrunn im Landkreis Harz, Sachsen-Anhalt. Sie ist als Naturdenkmal ausgewiesen. Die höchste Stelle der bei etwa 567 m ü. NHN befindlichen Felsgruppe liegt auf rund 581 m ü. NN.
Die Felsen aus dem Granit des Rambergs bestehen aus Eruptivgestein aus der Zeit der variskischen Gebirgsbildung im Oberkarbon und Unterem Perm. Sie zeigt die typischen Wollsackverwitterungen (auch Matratzenverwitterung genannt) und steht unter Naturschutz.
Aufgrund ihrer Form entstand um die Felsklippe eine Sage, die sie in Verbindung mit den Resten einer vom Teufel besessenen Mühle bringt.
Die Große Teufelsmühle ist als Nr. 189 in das System der Stempelstellen der Harzer Wandernadel einbezogen. Knapp 150 m nordöstlich befindet sich die Kleine Teufelsmühle (⊙; bei ca. 577 m ü. NHN).